# General Electric T64
El General Electric T64 es un motor turboeje y turbopropulsor desarrollado por la empresa estadounidense General Electric a fines de los años 1950 y principios de los 60. Fue diseñado inicialmente para aplicaciones militares, particularmente en helicópteros pesados y aviones de despegue corto.

## Diseño y características
El T64 fue uno de los primeros motores en utilizar un diseño modular, facilitando su mantenimiento y reparación. También incorporó tecnologías como álabes de compresor de geometría variable y combustión eficiente a alta altitud.
Las variantes turboeje del T64 están optimizadas para helicópteros, mientras que versiones turbopropulsadas se han utilizado en aeronaves de ala fija.

## Variantes
Entre las versiones más comunes se encuentran:
- T64-GE-1: primer modelo de producción.
- T64-GE-16: versión mejorada con mayor potencia.
- T64-P4D: variante para aplicaciones experimentales o civiles.[3]

## Aplicaciones
El T64 ha sido utilizado en:
- Sikorsky CH-53 Sea Stallion
- CH-53E Super Stallion
- Grumman OV-1 Mohawk
- Lockheed LC-130 (versión con esquíes del C-130)
- Algunos aviones experimentales y aplicaciones industriales.